# Puchar Ameryki w bobslejach 2011/2012
Puchar Ameryki w bobslejach 2011/2012 rozpoczął się 9 listopada 2011 w Park City, a zakończył 4 grudnia 2011 w Lake Placid.

## Kalendarz Pucharu Ameryki Północnej
| Lp.   | Data                     | Miejscowość | Konkurencja      | 1 miejsce                                                                     | 2 miejsce                                                                         | 3 miejsce                                                                     |
| ----- | ------------------------ | ----------- | ---------------- | ----------------------------------------------------------------------------- | --------------------------------------------------------------------------------- | ----------------------------------------------------------------------------- |
| 1. PA | 9–12 listopada 2011      | Park City   | Dwójka kobiet    | Paula Walker Kelly Denyer                                                     | Helen Upperton Heather Hughes                                                     | Shauna Rohbock Kristi Koplin                                                  |
| 1. PA | 9–12 listopada 2011      | Park City   | Dwójka kobiet    | Paula Walker Kelly Denyer                                                     | Helen Upperton Heather Hughes                                                     | Megan Hill Sineaid Corley                                                     |
| 1. PA | 9–12 listopada 2011      | Park City   | Dwójka mężczyzn  | Justin Kripps Jesse Lumsden                                                   | Nick Cunningham Kevin Ives                                                        | Cory Butner Charles Berkeley                                                  |
| 1. PA | 9–12 listopada 2011      | Park City   | Dwójka mężczyzn  | Justin Kripps Jesse Lumsden                                                   | Nick Cunningham Kevin Ives                                                        | Cory Butner Charles Berkeley                                                  |
| 1. PA | 9–12 listopada 2011      | Park City   | Czwórka mężczyzn | Stany Zjednoczone Cory Butner · Spencer Nix · Adam Clark · Charles Berkeley   | Stany Zjednoczone Nick Cunningham · Adam Blandford · Kevin Ives · Jeremy Ware     | Kanada Justin Kripps · Jesse Lumsden · James McNaughton · Luke Demetre        |
| 1. PA | 9–12 listopada 2011      | Park City   | Czwórka mężczyzn | Kanada Justin Kripps · Luke Demetre · Jesse Lumsden · James McNaughton        | Stany Zjednoczone Nick Cunningham · Adam Blandford · Kevin Ives · Jeremy Ware     | Stany Zjednoczone Cory Butner · Spencer Nix · Adam Clark · Charles Berkeley   |
| 2. PA | 19–20 listopada 2011     | Calgary     | Dwójka kobiet    | Helen Upperton Heather Hughes                                                 | Megan Hill Sineaid Corley                                                         | Rosalyn Nykolichuk Yvonne Woods                                               |
| 2. PA | 19–20 listopada 2011     | Calgary     | Dwójka kobiet    | Megan Hill Sineaid Corley                                                     | Rosalyn Nykolichuk Yvonne Woods                                                   |                                                                               |
| 2. PA | 19–20 listopada 2011     | Calgary     | Dwójka mężczyzn  | Lyndon Rush Jesse Lumsden                                                     | Nick Cunningham Kevin Ives                                                        | Cory Butner Caleb Pelger                                                      |
| 2. PA | 19–20 listopada 2011     | Calgary     | Dwójka mężczyzn  | Chris Spring Graeme Rinholm                                                   | Nick Cunningham Kevin Ives                                                        | Cory Butner Spencer Nix                                                       |
| 2. PA | 19–20 listopada 2011     | Calgary     | Czwórka mężczyzn | Stany Zjednoczone Nick Cunningham · Adam Blandford · Jeremy Ware · Kevin Ives | Korea Południowa Won Yun-jong · Sik Kim · Kim Dong-hyun · Kim Hong-bae            | Kanada Chris Spring · Justin Wilkinson · Graeme Rinholm · John Worden         |
| 2. PA | 19–20 listopada 2011     | Calgary     | Czwórka mężczyzn | Kanada Chris Spring · Justin Wilkinson · Graeme Rinholm · John Worden         | Korea Południowa Won Yun-jong · Kim Sik · Kim Dong-hyun · Kim Hong-bae            | Stany Zjednoczone Nick Cunningham · Adam Blandford · Jeremy Ware · Kevin Ives |
| 3. PA | 2 grudnia-4 grudnia 2011 | Lake Placid | Dwójka kobiet    | Helen Upperton Heather Hughes                                                 | Megan Hill Katelyn Kelly                                                          |                                                                               |
| 3. PA | 2 grudnia-4 grudnia 2011 | Lake Placid | Dwójka kobiet    | Helen Upperton Heather Hughes                                                 | Megan Hill Katelyn Kelly                                                          |                                                                               |
| 3. PA | 2 grudnia-4 grudnia 2011 | Lake Placid | Dwójka mężczyzn  | Nick Cunningham Dallas Robinson                                               | Cory Butner Caleb Pelger                                                          | Codie Bascue Nicholas Taylor                                                  |
| 3. PA | 2 grudnia-4 grudnia 2011 | Lake Placid | Dwójka mężczyzn  | Nick Cunningham Dallas Robinson                                               | Cory Butner Caleb Pelger                                                          | Bruno Meyerhans Jonas Gantenbein                                              |
| 3. PA | 2 grudnia-4 grudnia 2011 | Lake Placid | Czwórka mężczyzn | Stany Zjednoczone Cory Butner · Nicholas Taylor · Caleb Pelger · Spencer Nix  | Stany Zjednoczone Nick Cunningham · Adam Blandford · Kevin Ives · Dallas Robinson | Korea Południowa Won Yun-jong · Kim Sik · Kim Hong-bae · Kim Dong-hyun        |
| 3. PA | 2 grudnia-4 grudnia 2011 | Lake Placid | Czwórka mężczyzn | Stany Zjednoczone Cory Butner · Nicholas Taylor · Caleb Pelger · Spencer Nix  | Korea Południowa Won Yun-jong · Kim Sik · Kim Hong-bae · Kim Dong-hyun            | Australia Heath Spence · Gareth Nichols · Jason Oliveri · Lucas Mata          |

## Klasyfikacje

### Dwójka kobiet
| Miejsce | Pilot              | Kraj              | PCI | PCI | CAL | CAL | LAP | LAP | Punkty |
| 1.      | Paula Walker       | Wielka Brytania   | 1   | 1   | –   | –   | –   | –   | 60     |
| 2.      | Helen Upperton     | Kanada            | 2   | 2   | 1   | –   | 1   | 1   | 50     |
| 3.      | Shauna Rohbock     | Stany Zjednoczone | 3   | –   | –   | –   | –   | –   | 40     |
| 4.      | Megan Hill         | Stany Zjednoczone | 4   | 3   | 2   | 1   | 2   | 2   | 32     |
| 5.      | Rosalyn Nikolichuk | Kanada            | 5   | 4   | 3   | 2   | –   | –   | 24     |
| 6.      | Katelyn Kelly      | Stany Zjednoczone | 6   | 5   | dnf | 4   | 2   | 2   | 18     |
| 7.      | Michelle Long      | Kanada            | –   | –   | dsq | dsq | –   | –   | 0      |

### Dwójka mężczyzn
| Miejsce | Pilot            | Kraj              | PCI | PCI | CAL | CAL | LAP | LAP | Punkty |
| 1.      | Nick Cunningham  | Stany Zjednoczone | 2   | 2   | 2   | 2   | 1   | 1   | 560    |
| 2.      | Cory Butner      | Stany Zjednoczone | 3   | 3   | 3   | 3   | 2   | 2   | 500    |
| 3.      | Michael Klingler | Liechtenstein     | 5   | 7   | 7   | 4   | 3   | 4   | 388    |
| 4.      | Heath Spence     | Australia         | 9   | 8   | 5   | 7   | 6   | 6   | 312    |
| 5.      | Brad Reinsch     | Kanada            | 12  | 5   | 4   | 6   | –   | –   | 296    |
| 6.      | Jay Noller       | Stany Zjednoczone | 6   | 10  | 8   | 13  | 7   | 7   | 256    |
| 7.      | Justin Kripps    | Kanada            | 1   | 1   | –   | –   | –   | –   | 240    |
| 8.      | Bruno Meyerhans  | Liechtenstein     | 11  | 11  | 20  | 14  | 5   | 3   | 215    |
| 9.      | Won Yun-jong     | Korea Południowa  | 10  | 6   | 15  | 17  | 8   | 8   | 204    |
| 10.     | Jake Peterson    | Stany Zjednoczone | 8   | 9   | 6   | –   | –   | –   | 198    |

### Czwórka mężczyzn
| Miejsce | Pilot           | Kraj              | PCI | PCI | CAL | CAL | LAP | LAP | Punkty |
| 1.      | Cory Butner     | Stany Zjednoczone | 1   | 3   | 5   | 4   | 1   | 1   | 336    |
| 2.      | Nick Cunningham | Stany Zjednoczone | 2   | 2   | 1   | 3   | 2   | 6   | 328    |
| 3.      | Won Yun-jong    | Korea Południowa  | 4   | 5   | 2   | 2   | 3   | 2   | 306    |
| 4.      | Jay Noller      | Stany Zjednoczone | 5   | 7   | 6   | 6   | 4   | 4   | 196    |
| 5.      | Justin Kripps   | Kanada            | 3   | 1   | –   | –   | –   | –   | 160    |
| 6.      | Brad Reinsch    | Kanada            | 6   | 6   | 4   | 5   | –   | –   | 150    |
| 7.      | Heath Spence    | Australia         | 8   | 9   | 8   | 9   | 6   | 3   | 140    |
| 8.      | Jim Shea        | Stany Zjednoczone | 11  | 0   | 7   | 7   | 5   | 5   | 120    |
| 9.      | Chris Spring    | Kanada            | –   | –   | 3   | 1   | –   | –   | 100    |
| 10.     | Will Golder     | Wielka Brytania   | 9   | 4   | –   | –   | –   | –   | 90     |